# Världsarv i Albanien
Världsarv av Unesco är natur- och kulturarv som har betydelse för hela mänskligheten så som det beskrivs i Unesco:s världsarvskonvention, som stadgades år 1972. Kulturarven består av objekt så som arkitektoniska verk, monumentala skulpturer, inskrifter, grupper av byggnader och arkeologiska lämningar. Naturföreteelser bestående av fysiska, biologiska, geologiska och fysiografiska formationer, inklusive habitater för utrotningshotade växt- och djurarter samt naturområden som har betydelse ur en vetenskaplig synvinkel, definieras som naturminnen. Albanien ratificerade världsarvskonventionen den 10 juli 1989, vilket möjliggjorde för landets historiska lämningar att inkluderas i världsarvslistan.
Fyra lämningar i Albanen är sedan år 2021 inskrivna på Unesco:s världsarvslista och ytterligare fyra finns på Unesco:s tentativa lista. Den första lämningen i landet som lades till på listan var den antika ruinstaden Butrinti, som blev inskriven vid Unesco:s 16:e session år 1992. Gjirokastras historiska stadskärna blev inskriven år 2005 som en museistad. Beratis historiska stadskärna lades till på listan år 2008, tillsammans med Gjirokastras historiska stadskärna.  Gashifloden och Rrajcaregionerna lades till på Unesco:s världsarvslista år 2017 som en del av Karpaternas urskogar och andra regioner i Europa, tillsammans med sjutton länder som ingår i den. Natur- och kulturarvet i området runt Ohridsjön, som är ett världsarv i Nordmakedonien sedan år 1979, utökades till att omfatta också den albanska delen av Ohridsjön år 2019.

## Världsarv
Unesco har en sammanslagen lista med tio kriterier; ett objekt måste uppfylla minst ett av kriterierna för att kunna skrivas in på världsarvslistan. Kriterierna från i till vi gäller kulturarv och kriterierna från vii till x gäller naturarv.

## Preliminära världsarv
Förutom de objekt som är inskrivna på världsarvslistan, så kan medlemsstater upprätthålla en lista över objekt som man avser att nominera till världsarv i framtiden. Nomineringar till världsarvslistan kan endast accepteras om objekten tidigare funnits på den tentativa listan. Från och med 2021 har Albanien fyra objekt uppsatta på sin tentativa lista.